# Ágnes Farkas
Ágnes Farkas, född den 21 april 1973 i Budapest i Ungern, är en ungersk handbollsspelare.

## Klubbkarriär
Farkas började spela handboll för Építők SC, där hon stannade till 1992, då hon flyttade till Budapesti Spartacus. 1993 spelade hon för Ferencvárosi TC, där hon spelade sex säsonger till 1999. Där nådde hon sina största klubbframgångar, bland annat med liga- och cuptitlar och spelade i EHF Champions League. Hennes prestationer i klubben gjorde henne till en klubbikon. Hon vann ligan i Ungern 5 gånger 1991, 1994, 1995, 1996 och 2002 och cupen 1992, 1994, 1995, 1996, 2000 och 2003.
Ágnes Farkas spelade också för utländska klubbar, bland annat för tyska Borussia Dortmund 1996/1997 med vilka hon vann tyska cupen 1997 och hon  vann senare två kroatiska cuptitlar och två kroatiska mästerskapstitlar med Podravka Koprivnica. Efter Kroatien återvände hon till Ungern och spela ett år i Dunaferr innan hon återvände till Ferencvárosi. Farkas spelade sina sista säsonger för danska klubben Aalborg DH och avlutade karriären med ett danskt ligasilver under sitt sista spelår. Hon har efter karriären tränat ungdomslag.
I de stora europeiska cuperna vann hon tre silver. Cupvinnarcupen i handboll final 1994, EHF-cupen final 1997 och EHF Champions League final 2002. Däremot vann hon EHF Champions Trophy 1999.

## Landslagskarriär
Ágnes Farkas debuterade i det ungerska landslaget den 16 oktober 1993 mot Polen, och deltog i sitt första världsmästerskap samma år och slutade sjua. 1994 var hon EM:s bästa målskytt. Ett år senare vann hon en silvermedalj vid världsmästerskapet i handboll för damer 1995. 1996 tvingades hon avstå spel på grund av en skada och missade både OS och EM det året.
Ágnes Farkas placerade sig på nionde plats i VM 1997. Hon vann en bronsmedalj på EM året därpå och slutade femma 1999. Hon var också med och tog OS-silver i damernas turnering i samband med de olympiska handbollstävlingarna 2000 i Sydney. Vid Europamästerskapet i handboll för damer 2000 i Rumänien var hon med i Ungerns segrande lag. 2002 kom hon på femte plats i EM med Ungern och fick åter priset som skyttekung. Hon deltog också vid Världsmästerskapet i handboll för damer 2003 där Ungern tog en silvermedalj. Hennes sista mästerskap var vid Olympiska sommarspelen 2004 i Aten, där Ungern slutade femma.